# Достик (Жетисайський район)
Дости́к (каз. Достық) — село у складі Жетисайського району Туркестанської області Казахстану. Входить до складу сільського округу Шаблана Дільдабекова.
У радянські часи село було частиною села Отділення № 1 совхоза Більшовик.
Населення — 886 осіб (2021; 916 у 2009, 836 у 1999, 703 у 1989).